# Districtul Larbaa
Larbaa este un district din provincia Blida, Algeria.